# Miguel Molina (Schwimmer)
Miguel Molina (* 22. Juli 1984 in Quezon City) ist ein philippinischer Schwimmer und Olympiateilnehmer. Er emigrierte mit seiner Familie im Alter von drei Jahren ins japanische Tokio. Im Jahre 2001 qualifizierte er sich für die japanischen Meisterschaften und wurde dabei von einem Japaner entdeckt, der ehemals als philippinischer Schwimmnationaltrainer gearbeitet hatte. Auf dessen Empfehlung hin nahm er seine jetzige Staatsbürgerschaft an und startet seitdem für sein Geburtsland.
Molina gilt als einer der besten philippinischen Schwimmer aller Zeiten und feierte seit 2001 bei den Südostasienspielen große Erfolge. Bis heute (August 2009) konnte er dort 19 Medaillen gewinnen – davon neun goldene. Auch bei den Asienspielen, etwa 2006 in Doha, erreichte er mehrere Finalläufe, vermochte es aber nicht, sich einen vorderen Platz zu sichern. Infolge seiner konstant guten Leistungen berief man ihn in die Mannschaft für die Olympischen Sommerspiele 2004 in Athen und 2008 in Peking. Bei ersteren trat er in vier Wettbewerben an, für die er sich hatte qualifizieren können (200 Meter Freistil, 200 Meter Brust, 200 und 400 Meter Lagen) und war nach 16 Jahren der erste Philippiner seit Eric Buhain, dem dies gelang.
Miguel Molina hält die philippinischen Rekorde über 100 Meter Freistil, 50 und 200 Meter Schmetterling sowie über 200 und 400 Meter Lagen.

## Auszeichnungen
Die Philippine Sportswriters Association (PSA) bedachte Molina mit folgenden Ehrungen:
- 2006: Philippinischer Schwimmer des Jahres
- 2008: Philippinischer Sportler des Jahres (zusammen mit dem Boxer Nonito Donaire)

Im Jahre 2007 kürte man ihn zum besten Athleten der Südostasienspiele im thailändischen Nakhon Ratchasima (Khorat).